# Lehahayer
Lehahayer. Czasopismo poświęcone dziejom Ormian polskich – pismo historyczne ukazujące się od 2010 w Krakowie nakładem Księgarnii Akademickiej.  

## Historia
Czasopismo jest poświęcone dziejom Ormian Polskich. Tytuł „Lehahayer” / „Լեհահայեր” „oznacza w języku ormiańskim Ormian polskich, specyficzną społeczność kulturową, towarzyszącą dziejom Armenii i Polski od XIV wieku aż do dziś. Społeczność ta nosiła taką, a nie inną nazwę, gdyż ukształtowały ją dwa czynniki: dziedzictwo starożytnej Armenii i kultura dawnej Polski”. 
Do 2015 roku pismo było wydane przez Towarzystwo Wydawnicze „Historia Iagellonica” z siedzibą w Instytucie Historii Uniwersytetu Jagiellońskiego. Od tego momentu wydawnictwo przejęła Księgarnia Akademicka. W skład Rady redakcyjnej ( do 2023 roku) wchodzili: Wartan R. Grigorian, Andrzej Janeczek, Raymond Haroutioun Kévorkian, Dariusz Kołodziejczyk, Halina Manikowska, Piruz Mnatsakanyan, Claude Mutafian, Andrzej Pisowicz, Günter Prinzing, Maciej Salamon, Andrea B. Schmidt, Krzysztof Stopka i Andrzej A. Zięba. 
Finansowo wydawanie pisma wspierają: Wydział Historyczny Uniwersytetu Jagiellońskiego (od rocznika 1), Fundacja Lanckorońskich (od 2017 roku) oraz Fundacja im. Romana i Natalii Gumińskich (rocznik 5 z 2018 roku). 

## Redaktorzy naczelni
- Krzysztof Stopka[1]